# ヘクター・ロンドン
- ヘクター・ロンドーン
- エクトル・ロンドン

ヘクター・ルイス・ロンドン（Héctor Luis Rondón, 1988年2月26日 - ）は、ベネズエラのミランダ州グアティレ出身の元プロ野球選手（投手）。右投右打。愛称はロンディ（Rondi）。

## 経歴

### プロ入りとインディアンス傘下時代
2006年にアマチュア・フリーエージェントでクリーブランド・インディアンスと契約してプロ入り。
2010年にトミー・ジョン手術を受けた。

### カブス時代

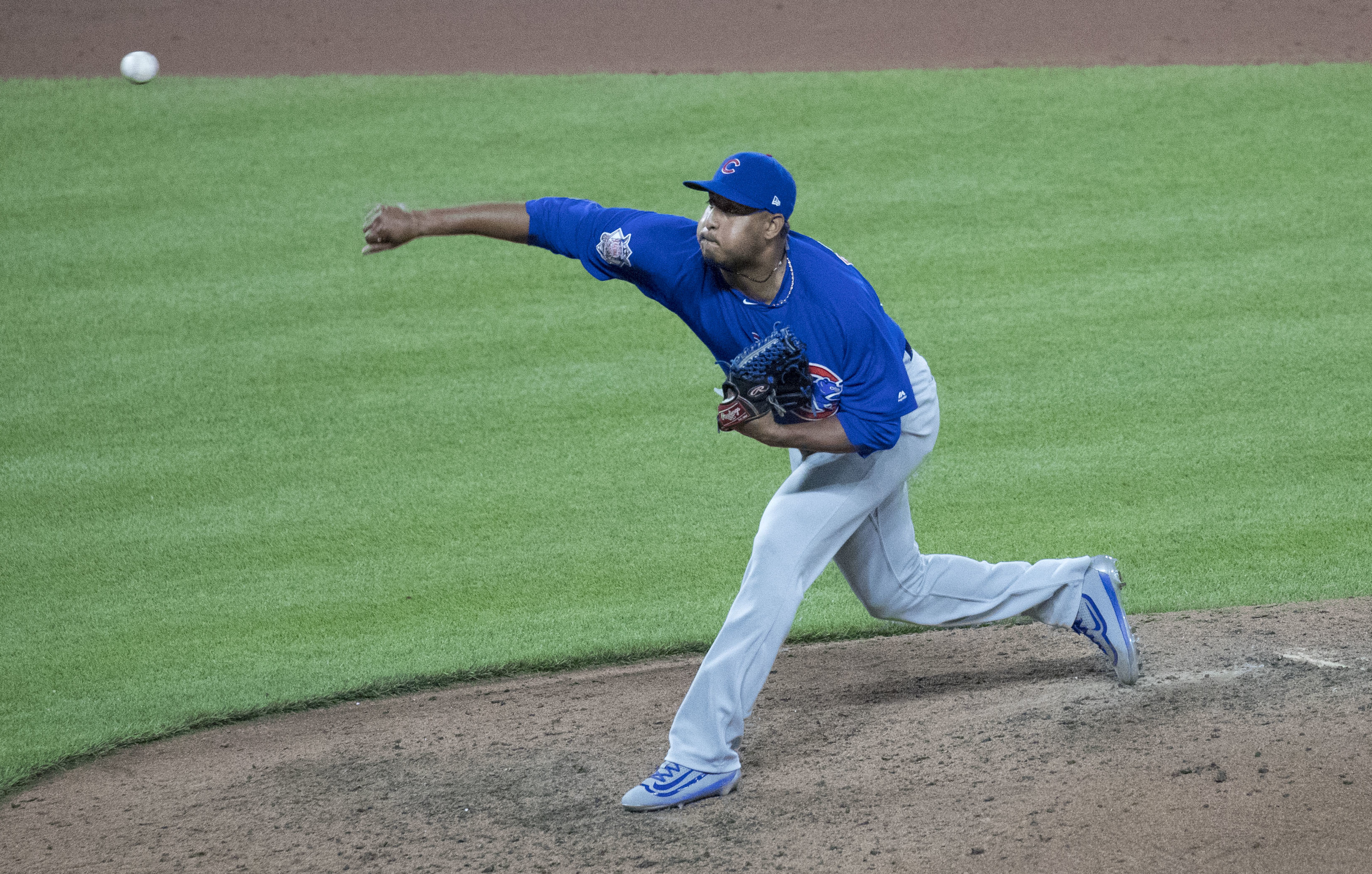
シカゴ・カブスでの現役時代
(2017年7月15日)

2012年オフのルール・ファイブ・ドラフトでシカゴ・カブスから指名され、移籍した。
2013年4月3日のピッツバーグ・パイレーツ戦の6回に登板してメジャーデビュー。この年はルーキーながら45試合にリリーフ登板したが、2勝1敗、防御率4.77、WHIP1.41と、イマイチの成績だった。
2014年は4月からクローザーとして起用される。最終的には64試合に登板して4勝4敗29セーブ、防御率2.42、WHIP1.06という好成績を残し、クローザーの役割を全うした。
2015年も前年に引き続きクローザーを任された。しかし、シーズン序盤にセーブ失敗が重なった為、一時はリリーフに配置転換された。また、球場のトイレに閉じ込められるアクシデントにも見舞われた。これらのように色々とありながらも、最終的には72試合に登板して6勝4敗30セーブ（ナショナルリーグ10位タイ）、防御率1.72、WHIP1.00という驚異的なピッチングを見せ、凄みを増した。
2016年も前年に引き続きクローザーを任されたが、シーズン途中にアロルディス・チャップマンが加入してからはセットアッパーに配置転換された。この年は3年連続50試合以上となる54試合にリリーフ登板して2勝3敗18セーブ、防御率3.53、WHIP0.98という成績を記録した。防御率は大幅に上昇したが、特徴としては与四球率が大きく低下して奪三振率が向上したため、K/BBは7.25に及んだ。
2017年はシーズン開幕前の2月8日に指名投手枠で第4回ワールド・ベースボール・クラシック(WBC)のベネズエラ代表に選出され、3月14日に2次リーグから合流した。レギュラーシーズンでは61試合に登板したが、与四球率が前年の1.4から3.1へ大幅に悪化し、防御率も4.24と2年連続で悪化することになった。オフの12月1日にノンテンダーFAとなった。

### アストロズ時代
2017年12月15日にヒューストン・アストロズと2年850万ドルで契約した。
2019年オフの10月31日にFAとなった。

### ダイヤモンドバックス時代
2020年1月8日にアリゾナ・ダイヤモンドバックスと1年250万ドル（2021年は球団側に選択権）で合意した。オフの10月28日に球団が延長オプションの放棄を発表したため、FAとなった。

### ダイヤモンドバックス退団後
2021年2月2日にフィラデルフィア・フィリーズとマイナー契約を結んでスプリングトレーニングに招待選手として参加することになったが、3月25日に自由契約となった。
その後、4月3日にボストン・レッドソックスとマイナー契約を結んだが、27日（MLB公式サイトでは4月9日公示）に現役引退が発表された。

## 詳細情報

### 年度別投手成績
| 年 度    | 球 団    | 登 板 | 先 発 | 完 投 | 完 封 | 無 四 球 | 勝 利 | 敗 戦 | セ 丨 ブ | ホ 丨 ル ド | 勝 率 | 打 者 | 投 球 回 | 被 安 打 | 被 本 塁 打 | 与 四 球 | 敬 遠 | 与 死 球 | 奪 三 振 | 暴 投 | ボ 丨 ク | 失 点 | 自 責 点 | 防 御 率 | W H I P |
| -------- | -------- | ----- | ----- | ----- | ----- | -------- | ----- | ----- | -------- | ----------- | ----- | ----- | -------- | -------- | ----------- | -------- | ----- | -------- | -------- | ----- | -------- | ----- | -------- | -------- | ------- |
| 2013     | CHC      | 45    | 0     | 0     | 0     | 0        | 2     | 1     | 0        | 2           | .333  | 242   | 54.2     | 52       | 6           | 25       | 5     | 3        | 44       | 4     | 0        | 29    | 29       | 4.77     | 1.40    |
| 2014     | CHC      | 64    | 0     | 0     | 0     | 0        | 4     | 4     | 29       | 1           | .500  | 255   | 63.1     | 52       | 2           | 15       | 0     | 0        | 63       | 0     | 0        | 21    | 17       | 2.42     | 1.06    |
| 2015     | CHC      | 72    | 0     | 0     | 0     | 0        | 6     | 4     | 30       | 8           | .600  | 281   | 70.0     | 52       | 4           | 15       | 2     | 3        | 69       | 5     | 1        | 19    | 13       | 1.67     | 1.00    |
| 2016     | CHC      | 54    | 0     | 0     | 0     | 0        | 2     | 3     | 18       | 7           | .400  | 200   | 51.0     | 42       | 8           | 8        | 0     | 2        | 58       | 3     | 0        | 20    | 20       | 3.53     | 0.98    |
| 2017     | CHC      | 61    | 0     | 0     | 0     | 0        | 4     | 1     | 0        | 10          | .750  | 237   | 57.1     | 50       | 10          | 20       | 0     | 1        | 69       | 3     | 0        | 30    | 27       | 4.24     | 1.22    |
| 2018     | HOU      | 63    | 0     | 0     | 0     | 0        | 2     | 5     | 15       | 9           | .286  | 250   | 59.0     | 58       | 4           | 20       | 2     | 0        | 67       | 1     | 0        | 22    | 21       | 3.20     | 1.32    |
| 2019     | HOU      | 62    | 1     | 0     | 0     | 0        | 3     | 2     | 0        | 19          | .600  | 257   | 60.2     | 56       | 10          | 20       | 0     | 4        | 48       | 0     | 0        | 25    | 25       | 3.71     | 1.25    |
| 2020     | ARI      | 23    | 0     | 0     | 0     | 0        | 1     | 0     | 0        | 7           | 1.000 | 97    | 20.0     | 25       | 6           | 11       | 2     | 1        | 23       | 3     | 0        | 18    | 17       | 7.65     | 1.80    |
| MLB：8年 | MLB：8年 | 444   | 1     | 0     | 0     | 0        | 24    | 20    | 92       | 63          | .545  | 1819  | 436.0    | 390      | 50          | 134      | 11    | 14       | 441      | 19    | 1        | 184   | 169      | 3.49     | 1.20    |

### 年度別守備成績
| 年 度 | 球 団 | 投手（P） | 投手（P） | 投手（P） | 投手（P） | 投手（P） | 投手（P） |
| 年 度 | 球 団 | 試 合     | 刺 殺     | 補 殺     | 失 策     | 併 殺     | 守 備 率  |
| ----- | ----- | --------- | --------- | --------- | --------- | --------- | --------- |
| 2013  | CHC   | 45        | 9         | 8         | 0         | 1         | 1.000     |
| 2014  | CHC   | 64        | 9         | 10        | 0         | 1         | 1.000     |
| 2015  | CHC   | 72        | 8         | 10        | 0         | 0         | 1.000     |
| 2016  | CHC   | 54        | 7         | 7         | 0         | 1         | 1.000     |
| 2017  | CHC   | 61        | 5         | 4         | 0         | 1         | 1.000     |
| 2018  | HOU   | 63        | 3         | 5         | 0         | 0         | 1.000     |
| 2019  | HOU   | 62        | 6         | 7         | 0         | 2         | 1.000     |
| 2020  | ARI   | 23        | 0         | 2         | 0         | 0         | 1.000     |
| MLB   | MLB   | 444       | 47        | 53        | 0         | 6         | 1.000     |

### 背番号
- 56（2013年 - 2017年）
- 30（2018年 - 2019年）
- 28（2020年）

### 代表歴
- 2017 ワールド・ベースボール・クラシック・ベネズエラ代表